# Селіванов Дмитро Олексійович
Селіванов Дмитро Олексійович (25 березня 1964, Новосибірськ — 22 квітня 1989, Новосибірськ) — радянський рок-музикант, гітарист-імпровізатор з Новосибірська. Учасник груп «Калинов Мост», «Путти», «Гражданская Оборона» та інших.
Засновник та ідеолог рок-гурту «Промышленная архитектура», що був створений у червні 1988 року. За замислом Дмитра, стилем групи мала бути суміш індастріалу та пост-панку. Група випустила лише один офіційний альбом «Любовь и технология», який було видано тільки у 2001 році, (до цього неофіційна версія була записана на магнітоальбом, але широкої популярності не отримала). Ще до заснування «Промышленной Архитектуры», Селіванов у 1984 році разом з другом Дмитром Ревякіним створили групу «Здоровье», пізніше у 1986 році Ревякін створив групу «Равноденствие», яку потім перейменували на «Калинов Мост», в якій Селіванов був бас-гітаристом. Потім грав у «Гражданской Обороне».
22 квітня 1989 року, Селіванов, перебуваючи в депресії, вчинив самогубство (повісився), його смерть відображена в піснях «Свобода» та «Вершки и Корешки» «Гражданской Оборони», також Єгор Летов присвятив йому пісню «Лоботомия».